# Astronomia promieniowania gamma
Astronomia promieniowania gamma – dziedzina astronomii zajmująca się badaniem promieniowania gamma pochodzącego od ciał niebieskich.
Przypuszczenia i teorie na temat istnienia we Wszechświecie procesów prowadzących do emisji promieniowania gamma datują się na wiele lat przed powstaniem technicznych możliwości ich detekcji. Szczególny wkład miały tu prace E. Feenberga i H. Primakoffa z 1948, Y. Hayakawy i G. W. Hutchinsona z 1952, oraz P. Morrisona z 1958 roku. Procesy te to głównie oddziaływanie promieniowania kosmicznego z gazem międzygwiazdowym, wybuchy supernowych, oddziaływanie wysokoenergetycznych elektronów z międzygwiazdowym polem magnetycznym. Możliwość detekcji tych emisji pojawiła się dopiero w latach 60. XX wieku.

## Detekcja promieniowania gamma
Ze względu na fakt, iż promieniowanie gamma jest niemal całkowicie pochłaniane przez atmosferę Ziemi, bezpośrednie obserwacje muszą być wykonywane spoza najgęstszych warstw atmosfery. W tym celu teleskopy promieniowania gamma umieszczane są w balonach lub sztucznych satelitach. Pierwsze orbitalne obserwatorium promieniowania gamma, wyniesione na orbitę okołoziemską w roku 1961 w satelicie Explorer 11, zarejestrowało zaledwie kilkadziesiąt fotonów promieniowania gamma. Było to promieniowanie tła, powstałe
najprawdopodobniej wskutek oddziaływania promieni kosmicznych z gazem międzygwiazdowym.
Pierwszymi zidentyfikowanymi źródłami astronomicznymi promieniowania gamma były rozbłyski w koronie słonecznej. Pierwszych szczegółowych informacji o niebie w zakresie gamma dostarczył wystrzelony w 1972 roku SAS-2, który zbadał 55% nieba. Liczne źródła promieniowania gamma zostały odkryte m.in. przez satelity COS-B oraz Teleskop kosmiczny Comptona. Obecnie działa kilka satelitów mierzących promieniowanie gamma, w tym Swift, Integral i Teleskop Fermiego. W zakresie gamma działał również jeden z detektorów na pokładzie satelity BeppoSAX.
Od połowy lat 80. XX wieku istnieje możliwość detekcji promieniowania gamma z powierzchni Ziemi. Wykorzystuje się w tym celu teleskopy optyczne, które nie rejestrują jednak kwantów gamma bezpośrednio, lecz poprzez promieniowanie Czerenkowa, emitowane w wyniku oddziaływania fotonów gamma z atmosferą ziemską. Atmosfera Ziemi stanowi więc w tym przypadku integralną część detektora promieniowania gamma. Główną zaletą detektorów naziemnych jest ich bardzo duża powierzchnia zbierająca, o około 5 rzędów wielkości większa niż w wypadku satelitów. Co za tym idzie, możliwe jest rejestrowanie fotonów o najwyższych energiach (GeV – TeV), których strumień na jednostkę powierzchni jest bardzo mały. Obecnie działającymi detektorami naziemnymi są HESS, VERITAS oraz MAGIC, a także CANGAROO.

## Kosmiczne źródła promieniowania gamma
Najważniejsze, jak dotąd, odkrycie w dziedzinie astronomii gamma zostało dokonane na przełomie lat 60. i 70. XX wieku. Było to odkrycie silnych impulsów promieniowania dochodzących z różnych stron nieba. Przez wiele lat nie udawało się odnaleźć odpowiadających im obiektów w innych zakresach widma elektromagnetycznego. Dopiero na przełomie XX i XXI wieku, dzięki intensywnym wysiłkom i koordynacji działań w ramach całego globu, zdołano zaobserwować optyczne odpowiedniki rozbłysków gamma (ang. gamma-ray bursts). Udało się stwierdzić, że obiekty te położone są w bardzo dużych odległościach, porównywalnych z rozmiarem widzialnego Wszechświata. Obecnie sądzi się, iż są to wybuchy gwiazd hipernowych, w których powstają czarne dziury zamiast gwiazd neutronowych.
Pierwszym ważnym odkryciem teleskopu czerenkowowskiego, dokonanym w 1989 roku w Obserwatorium Whipple w USA, była emisja promieniowania o energii TeV z Mgławicy Krab. Źródłem tego promieniowania jest wiatr z pulsara znajdującego się wewnątrz mgławicy. Na styku wiatru, który tworzą emitowane z pulsara relatywistyczne pary elektronowo-pozytonowe oraz wolniej ekspandującej pozostałości po supernowej, powstaje fala uderzeniowa. Przyspieszane w niej cząstki emitują promieniowanie gamma.
Mgławice wiatrów pulsarowych są najliczniejszą klasą źródeł zaobserwowanych przez HESS w płaszczyźnie Galaktyki.
Również same pozostałości po supernowych, zderzające się z gazem ośrodka międzygwiazdowego i przenikane polem magnetycznym, mogą być źródłami wysokoenergetycznego promieniowania.
Nową klasą galaktycznych źródeł promieniowania gamma są układy podwójne gwiazdy z obiektem zwartym. Znane są na razie trzy takie źródła, mikrokwazary LS 5039 i LS I +61 303 oraz układ z pulsarem PSR B1259-63. W wypadku tego ostatniego promieniowanie gamma powstaje podobnie jak w mgławicy wiatru pulsarowego, z tym, że dodatkowo zachodzi jeszcze oddziaływanie z wiatrem gwiazdowym towarzysza.
W wypadku mikrokwazarów dżet wyrzucany z okolic biegunowych akreującej czarnej dziury oddziałuje z wiatrem towarzysza oraz ośrodkiem międzygwiazdowym.
Źródłami promieniowania gamma mogą być również gromady masywnych gwiazd, takie jak Westerlund 2.
Poza Galaktyką źródłami promieniowania gamma są kwazary i blazary.

## Mechanizmy produkcji wysokoenergetycznego promieniowania gamma
Wysokoenergetyczne promieniowanie gamma może powstawać wskutek rozpadu ciężkich cząstek lub jąder atomowych w wyniku promieniotwórczości.
W źródłach astrofizycznych występuje jednak głównie promieniowanie powstające w wyniku oddziaływania przyspieszonych naładowanych elektrycznie cząstek z otaczającym gazem lub polem promieniowania. Mechanizmem przyspieszania cząstek w obecności pola magnetycznego jest proces Fermiego, działający efektywnie np. w pozostałościach po supernowych.
Alternatywnie ruch plazmy może charakteryzować systematyczna ekspansja (ang. bulk motion), z którą można się spotkać w dżetach.
Modele emisji promieniowania gamma dzielą się na leptonowe i hadronowe.
W modelach leptonowych, elektrony produkują promieniowanie gamma w odwrotnym procesie Comptona, gdy rozproszeniu ulegają fotony mikrofalowego promieniowania tła, podczerwone, optyczne lub rentgenowskie w otaczającym ośrodku. Dodatkowo, elektrony mogą emitować promieniowanie synchrotronowe oraz promieniowanie hamowania.
W modelach hadronowych, cząstkami przyspieszanymi są protony i jądra atomowe. Wskutek ich zderzeń z protonami ośrodka powstają głównie mezony pi oraz trochę cięższych hadronów. Rozpad neutralnych pionów prowadzi do emisji kwantów gamma.